# Commedia erotica familiare
La commedia erotica familiare, o commedia sexy familiare, è stato un sottogenere cinematografico italiano in voga fra gli anni settanta ed i primi ottanta del Novecento nell'ambito della commedia erotica all'italiana, la cui tematica è basata su relazioni erotiche fra membri di una stessa famiglia o interno borghese.

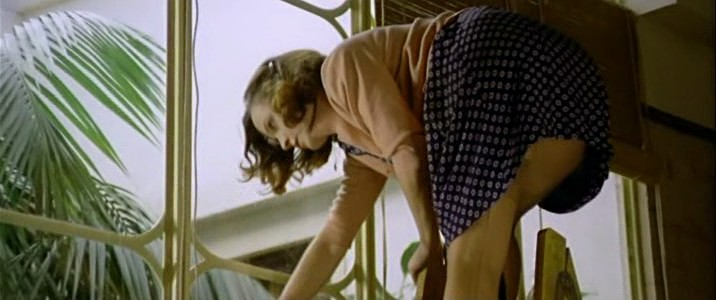
Laura Antonelli in una scena del film Malizia (1973).

## Origini
Il film che ha dato origine a questo sottogenere è Grazie zia di Salvatore Samperi del 1968, che, pur essendo un film impegnato ed "arrabbiato" incentrato su un rapporto incestuoso fra zia e nipote all'interno di una famiglia borghese, fu considerato un film pruriginoso.

## Caratteristiche

Lisa Gastoni e Lou Castel in Grazie zia (1968).

Con la sua opera di esordio, Grazie zia, e col successivo Malizia del 1973, Samperi pose le basi per un sotto-filone, che, nell'ambito della commedia erotica (o sexy) all'italiana, si focalizzava sugli aspetti erotici legati ai rapporti interfamiliari. La famiglia borghese, allargata a tutti coloro che ne facevano parte come ad esempio i domestici, divenne lo spazio in cui gli adolescenti venivano iniziati al sesso da componenti della famiglia stessa. Abbiamo così un esercito di zie, cugine, servette e addirittura nonne (come in Grazie... nonna del 1974) che provvedono a iniziare nipoti, cugini e padroncini alle gioie del sesso. Dai primi film di Samperi, che solo a latere volevano essere pruriginosi, si passò a film più espliciti come ad esempio Le dolci zie del 1975.

## Filmografia

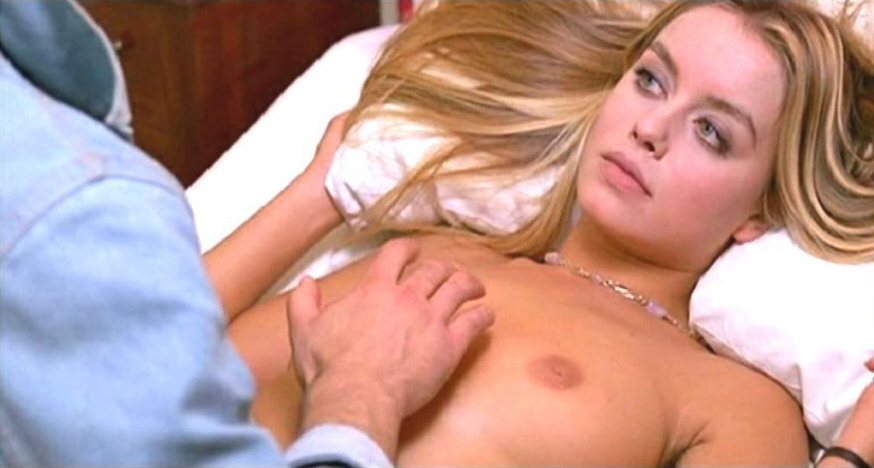
Gloria Guida in Quella età maliziosa (1974)

Sven Valsecchi e Leonora Fani in una scena tratta da Nenè (1977)

Di seguito i principali titoli del genere, in ordine cronologico.
- Grazie zia, regia di Salvatore Samperi (1968)
- Il diario segreto di una minorenne, regia di Oscar Brazzi (1968)
- Vita segreta di una diciottenne, regia di Oscar Brazzi (1969)
- Intimità proibite di una giovane sposa, regia di Oscar Brazzi (1970)
- Malizia, regia di Salvatore Samperi (1973)
- Peccato veniale, regia di Salvatore Samperi (1974)
- Alla mia cara mamma nel giorno del suo compleanno, regia di Luciano Salce (1974)
- La cugina, regia di Aldo Lado (1974)
- La minorenne, regia di Silvio Amadio (1974)
- Cugini carnali, regia di Sergio Martino (1974)
- Quella età maliziosa, regia di Silvio Amadio (1974)
- Grazie... nonna, regia di Marino Girolami (1975)
- Le dolci zie, regia di Mario Imperoli (1975)
- La cognatina, regia di Sergio Bergonzelli (1975)
- Il vizio di famiglia, regia di Mariano Laurenti (1975)
- Peccati in famiglia, regia di Bruno Gaburro (1975)
- Scandalo, regia di Salvatore Samperi (1976)
- Nenè, regia di Salvatore Samperi (1977)
- Cara dolce nipote, regia di Andrea Bianchi (1977)
- Liquirizia, regia di Salvatore Samperi (1979)
- Bello di mamma, regia di Rino Di Silvestro (1980)
- Casta e pura, regia di Salvatore Samperi (1981)
- L'iniziazione, regia di Gianfranco Mingozzi (1986)
- Delizia, regia di Aristide Massaccesi (1987)
- Malizia 2mila, regia di Salvatore Samperi (1991)